# Сьерра-Леоне
Сье́рра-Лео́не (о файле/siˌɛrə liˈoʊn(i)/, англ. Sierra Leone, крио Salone), официальное название — Респу́блика Сье́рра-Лео́не (англ. Republic of Sierra Leone, крио Ripɔblik fɔ Siera Liɔn) — государство в Западной Африке, на побережье Атлантического океана. Граничит с Гвинеей и Либерией.
Площадь — 72 тыс. км². Столица — город Фритаун.

## Этимология
Топоним возник ещё в XV веке. Название побережью дал в 1461 году португальский мореплаватель Перу ди Синтра, который назвал горный выступ «Серра-да-Лиоа» (порт. Serra da Leoa) — «хребет львицы». В искажённом виде «Сьерра-Леоне» (исп. Sierra Leone) — «львиные горы», это название появилось на испанских картах, при этом нет никаких оснований связывать его со львами, которые не обитают в данной местности. Некоторые лингвисты высказывали предположения, что топоним мог появиться из-за напоминающего львиное рычание морского прибоя или ветра в горах. В 1961 году страна провозгласила независимость под укоренившимся названием Сьерра-Леоне.

## История
История Сьерра-Леоне в качестве колониального владения берёт своё начало с XV века; как независимого государства — с 1961 года.

### Доколониальный период
Археологические находки показывают, что территория Сьерра-Леоне населена людьми, по крайней мере, около 2 500 лет. Примерно с IX века жители этого региона начали пользоваться железом, а около тысячи лет назад племена, живущие вблизи побережья океана, перешли к освоению сельского хозяйства. Густые тропические леса изолировали эти земли от остальных доколониальных африканских культур и способствовали распространению ислама. В наше время около 78 % населения — мусульмане.
Первые документальные источники по истории Сьерра-Леоне относятся к XVI веку. Согласно информации, содержащейся в них, в период Средневековья на территории Сьерра-Леоне проживали различные африканские племена, соперничавшие между собой. В частности, большой полуостров, на северо-западе которого сегодня находится Фритаун, изначально населялся племенами шербро и кран. К XV веку среди жителей современной Сьерра-Леоне начали складываться феодальные отношения, но при этом продолжали сохраняться традиции рабовладения. Существует предположение, что народ буллом, ныне составляющий большую часть населения государства, достиг берегов Сьерра-Леоне морским путём, однако эта гипотеза пока не подтверждается.
В период массовых переселений африканских народов по территории материка большую часть полуострова постепенно заняли представители народа темне, а также небольшого племени лимба. До этого местом жительства темне было плоскогорье Фута-Джаллон, откуда их вытеснили сусу и дьялонке. Наиболее развитым был народ фульбе (фула). Фула вели торговлю между собой и с другими племенами, главным образом, качественно обработанным железом, солью, одеждой и золотом.

### Португальская колонизация

#### Прибытие европейцев
Территория современного Сьерра-Леоне была одной из первых в Западной Африке, освоенной европейцами. Первыми жителями Европы, ступившими на эту землю, были португальцы. Когда они высадились на полуострове, ни на нём самом, ни на прилегавшей к нему материковой части, не было никаких государств, а существовали лишь отдельные политически независимые родо-племенные объединения. Их представители говорили на схожих между собой, но различных языках, и не имели общей религии.
В 1462 году португальцами был основан ряд небольших факторий на захваченных землях, названных ими Serra Leoa, что обозначало «Львиные горы». По мере продвижения колонистов вглубь континента это название распространялось на всю территорию, которую сегодня занимает страна. К этому периоду относятся и стеатитовые статуэтки известные, как «номоли», которые изготавливались в XVI веке по заказу португальских торговцев и, надо думать, целиком обменивалась на европейские товары.
Гавань Сьерра-Леоне, будучи одной из наиболее удобных в Северо-Западной Африке, вскоре сделала её любимым местом для европейских мореплавателей. В 1662 году британцы построили на территории Сьерра-Леоне первый форт.

#### Работорговля
До прибытия европейцев в Сьерра-Леоне работорговля практически отсутствовала. Гайанским историком Вальтером Родни были найдены записи первых португальских путешественников в Сьерра-Леоне, в которых упоминался только один вид рабства среди местных жителей. По словам Родни, португальцы, как правило, делали подробные и тщательные записи, а особенно в отношении торговли, поэтому умалчивание или игнорирование ими какого-либо важного события, связанного с работорговлей, было крайне маловероятным. Конкретный вид рабства, упомянутый в португальских записях, заключался в следующем: человек, по той или иной причине вынужденный бежать из-под власти своего правителя, может просить защиты у другого правителя, при этом становясь его «рабом». Однако такой человек имел право на свободный труд и, вероятно, со временем мог подняться в статусе.
Если сами африканцы не имели заинтересованности в приобретении рабов, то с европейцами всё обстояло совершенно иначе. С начала XVII века в Сьерра-Леоне неоднократно приходили португальские, английские, голландские и французские суда. Они вывозили коренных жителей, а потом продавали их в качестве рабов в Вест-Индии, Северной и Южной Америке. Первоначально они делали это путём похищений, совершая рейды в западноафриканские земли, но со временем обнаружили, что вожди местных племён готовы сотрудничать с ними. Торгуя рабами, племенные лидеры зачастую имели не только материальную выгоду, но и избавлялись от наименее желательных соплеменников. Как правило, рабы обменивались на ром, ткани, бисер, огнестрельное оружие и иную продукцию, привозимую европейцами.
Таким образом, до XVIII века в Западной Африке, в том числе и в Сьерра-Леоне, торговля рабами имела лишь экспортный характер. Вести работорговлю между собой племенные вожди стали несколько позже, чем с европейцами. Кроме них рабочей силой торговали и приезжие иностранцы. Только к концу столетия африканским вождям удалось перехватить инициативу: многие имели целые штаты «домашних» рабов. По предположению американского антрополога М. Маккалока, около 15 % представителей крупнейшей по численности в Сьерра-Леоне племенной группы менде, составлявшей на тот момент порядка 560 000 человек, были «домашними» рабами.

### Британская колонизация
Вслед за португальцами в середине XVI века прибыли англичане.

#### Прибытие переселенцев
В конце XVIII века работорговое судно, следовавшее в Америку, потерпело кораблекрушение у Британских островов. Несколько сотен африканцев оказались в Ливерпуле. По законам Великобритании они не могли быть признаны рабами на британской земле, вследствие чего были объявлены свободными. Чтобы избавить этих людей от голодной смерти, несколько английских филантропов сформировали «Комитет освобождения несчастных чернокожих», чтобы помочь как им, так и другим жертвам работорговли. Они предложили создать в Африке Провинцию свободы, где могли бы поселиться все освобождённые рабы. Основатель комитета Шарп собрал в Ливерпуле 351 африканца и с помощью своих знакомых переправил в Западную Африку.
В мае 1787 года английские суда причалили к берегам полуострова Сьерра-Леоне. Здесь, в его северной части, Шарп приобрёл у вождя темне Немгбаны II участок земли, на котором и поселились бывшие рабы. Спустя несколько лет на полуостров была доставлена ещё одна крупная группа африканцев (1131 человек) из Канады («чёрных лоялистов»), ранее сражавшихся на стороне Великобритании в войне против США и получивших за это свободу. Первоначально им выделили землю в Новой Шотландии, однако сами африканцы предпочли перебраться в тёплую Африку. После прибытия второй группы переселенцев в Сьерра-Леоне общими силами освобождённых рабов было основано поселение Фритаун (англ. «город свободных») — будущая столица Сьерра-Леоне. Управление поселением перешло в руки английской колониальной «Компании Сьерра-Леоне».
Именно от этих переселенцев берёт начало сегодняшнее население Фритауна — креольское. Ввиду того, что подавляющее большинство африканцев не помнило своей племенной принадлежности и родного языка, их языком стал крио — видоизменённый вариант английского языка со значительной примесью африканских слов. Сегодня крио является официальным языком Сьерра-Леоне.

#### XIX век в Сьерра-Леоне
Постепенно креолы получили главенствующее положение в Сьерра-Леоне. В 1796 году креолы, населявшие Фритаун, впервые выступили против избрания во фритаунский совет белых. В 1800 году креольские бунты вынудили англичан учредить во Фритауне выборный муниципалитет и суд присяжных из креолов.
В 1808 году Фритаун и его окрестности официально перешли под власть Британской короны. В течение XIX века британцы постепенно заняли всю территорию современного государства Сьерра-Леоне, преодолев сопротивление французов. Благодаря англичанам произошёл скачок в развитии Сьерра-Леоне. В частности, в 1827 году во Фритауне был учреждён старейший ВУЗ Западной Африки — университет Фура-Бей.
Население пополнялось освобожденными с невольничьих кораблей рабами. Во Фритауне с 1819 по 1866 годы работала американо-британская комиссия, которая рассматривала дела о захваченных кораблях под американскими и британскими флагами, которые подозревались в работорговле. Комиссия рассмотрела 535 дел, освободив более 55 тыс. рабов.
В течение XIX века местное население неоднократно восставало против британцев. Так, в феврале 1898 года африканцы в окрестностях города Порт Локо отказались от уплаты налогов, вождь племени локо по имени Баи Буре собрал 3 тысячи бойцов и развязал военные действия против британцев. В итоге к концу года было убито более 2 тысяч мятежников, казнено 96 их предводителей, однако и британцы понесли серьезные потери: 160 человек убитыми и более 260 — ранеными.
В 1896 году над Сьерра-Леоне был установлен британский протекторат. В результате местные племенные вожди стали чиновниками британской колониальной администрации. Окончательные границы с колониальными владениями Франции — главной соперницы Англии в колонизации Африканского континента — были установлены в 1904 году, с Либерией — в 1911 году.

#### Мировые войны
Британские экспедиционные войска во Фритауне (1919 год).
С начала XX века в Сьерра-Леоне началось развитие горнодобывающей промышленности, интенсивное строительство дорог, в том числе железных, создавались городские поселения. В 1928 году британцы официально запретили «домашнее» рабство, но на деле этот запрет практически ничего не значил.
Как во время Первой, так и во время Второй мировой войны военные действия не велись на территории Сьерра-Леоне. Во время Первой мировой войны, ввиду того, что Африка была колонизирована преимущественно державами Антанты, угроза нападения из германских колоний в отношении Сьерра-Леоне отсутствовала. Ближайшим к Сьерра-Леоне колониальным владением Германии был Тоголенд, однако практически сразу после объявления войны он был оккупирован английскими войсками. Во время Второй мировой войны ближайший военный конфликт происходил в 1940 году в Сенегале (Сенегальская операция), когда войскам Вишистской Франции удалось отразить нападение сил Антигитлеровской коалиции.

### Независимое государство

#### Провозглашение независимости
В 1951 году Милтон Маргаи — первый на территории протектората медик местного происхождения — основал Народную партию Сьерра-Леоне (НПСЛ). Она представляла интересы народа менде, консервативно настроенных племенных вождей и преуспевающих торговцев. Главной оппозиционной силой по отношению к НПСЛ стал Всенародный Конгресс (ВК) во главе с Сиакой Стивенсом, изначально сформированный раскольниками из НПСЛ, недовольными её пробританской ориентацией. ВК пользовался поддержкой среди населения северных областей Сьерра-Леоне, прежде всего, народов темне и лимба, а также мелких торговцев и наёмных работников из разных частей протектората.
В то время, как большая часть африканских колоний организовала борьбу за независимость, жители Сьерра-Леоне не собирались отделяться от метрополии, однако в конце концов колония всё-таки получила суверенитет: в 1961 году Сьерра-Леоне стала доминионом в составе Содружества наций, а спустя год НПСЛ во главе с Милтоном Маргаи одержала победу на первых выборах в независимой Сьерра-Леоне. Маргаи погиб в авиакатастрофе 28 апреля 1964 года, и тогда премьер-министром и главой партии стал его брат Альберт Маргаи.

#### Период переворотов
По результатам выборов 1967 года большинство мест в палате представителей (однопалатном парламенте) получил Всенародный Конгресс. Сиаке Стивенсу было предложено сформировать правительство, однако этого не произошло: 21 марта 1967 года в стране произошёл военный переворот во главе с генералом Лансаной, а 23 марта за ним последовал ещё один военный переворот. В результате него к власти пришёл «Национальный Совет Преобразования» (НСП) во главе с генералом Э. Джаксон-Смитом. Маргаи был арестован. 17 апреля 1968 года группа младших офицеров во главе с Патриком Конте свергла СНП и восстановила в стране гражданское правление. 26 апреля Стивенс сформировал коалиционное правительство из 15 человек. В него вошло 6 представителей Всенародного Конгресса, 4 представителя НСПЛ и 5 независимых.
В марте 1969 года в Сьерра-Леоне были проведены дополнительные выборы в парламент. Их результаты позволили Сиаке Стивенсу сформировать однопартийное правительство, которое, однако не смогло добиться политической стабилизации. В 1970 году на территории Сьерра-Леоне вводилось чрезвычайное положение, а 23 марта 1971 года, когда в стране была предпринята попытка очередного военного переворота во главе с командующим армией генералом Бангурой, Стивенс был вынужден обратиться за помощью к правительству Гвинеи. Части Гвинейской армии находились на территории Сьерра-Леоне на протяжении двух лет.
19 апреля 1971 года Сьерра-Леоне было провозглашено республикой, Стивенс стал президентом.
В 1973 году кандидаты от НПСЛ были отстранены от участия во всеобщих выборах, но в 1977 году, когда массовые демонстрации вынудили правительство провести внеочередные выборы, партия сумела завоевать ряд мест в парламенте. Тогда Сиака Стивенс заявил, что в том случае, если в Сьерра-Леоне не будет введена однопартийная система, страна развалится из-за межплеменной вражды. В 1978 году в государстве была принята новая конституция, предусматривавшая установление однопартийного правления Всенародного Конгресса. Эта конституция получила одобрение большинства парламентариев и населения страны на проведённом в срочном порядке общенациональном референдуме. Стивенс был избран президентом на семилетний срок.
Выборы, прошедшие в 1982 и 1985 годах на однопартийной основе, сопровождались злоупотреблениями, политическими убийствами и неизбранием в состав нового парламента многих прежних депутатов. В конце 1985 года президент Стивенс на 82-м году жизни ушёл в отставку и передал президентский пост 41-летнему генерал-майору Джозефу Саиду Момо. В том же году его назначение было одобрено парламентом. В 1986 году в рамках однопартийной системы состоялись всеобщие парламентские выборы.
Повсеместные волнения и акты гражданского неповиновения, прокатившиеся по стране в 1990 году, вынудили правительство пойти на проведение в 1991 году общенародного референдума, который высказался за возврат к многопартийной системе. Вскоре был подготовлен проект новой конституции, но Сьерра-Леоне так и не суждено было вернуться к конституционной и демократической форме правления.

### Гражданская война
В начале 1990-х годов группа радикалов, получивших обучение в Ливии, при поддержке лидера либерийских повстанцев Чарльза Тэйлора, создала Объединённый Революционный Фронт (ОРФ), в течение последующего десятилетия ведший военные действия против последовательно сменявшихся правительств страны. Гражданская война, чем по сути являлась совокупность действий ОРФ и ответных мероприятий со стороны правительств, отличалась крайней жестокостью и массовыми зверствами по отношению к мирному населению. Широкое распространение получила практика ампутации конечностей в отношении лиц, которых ОРФ считало своими врагами.

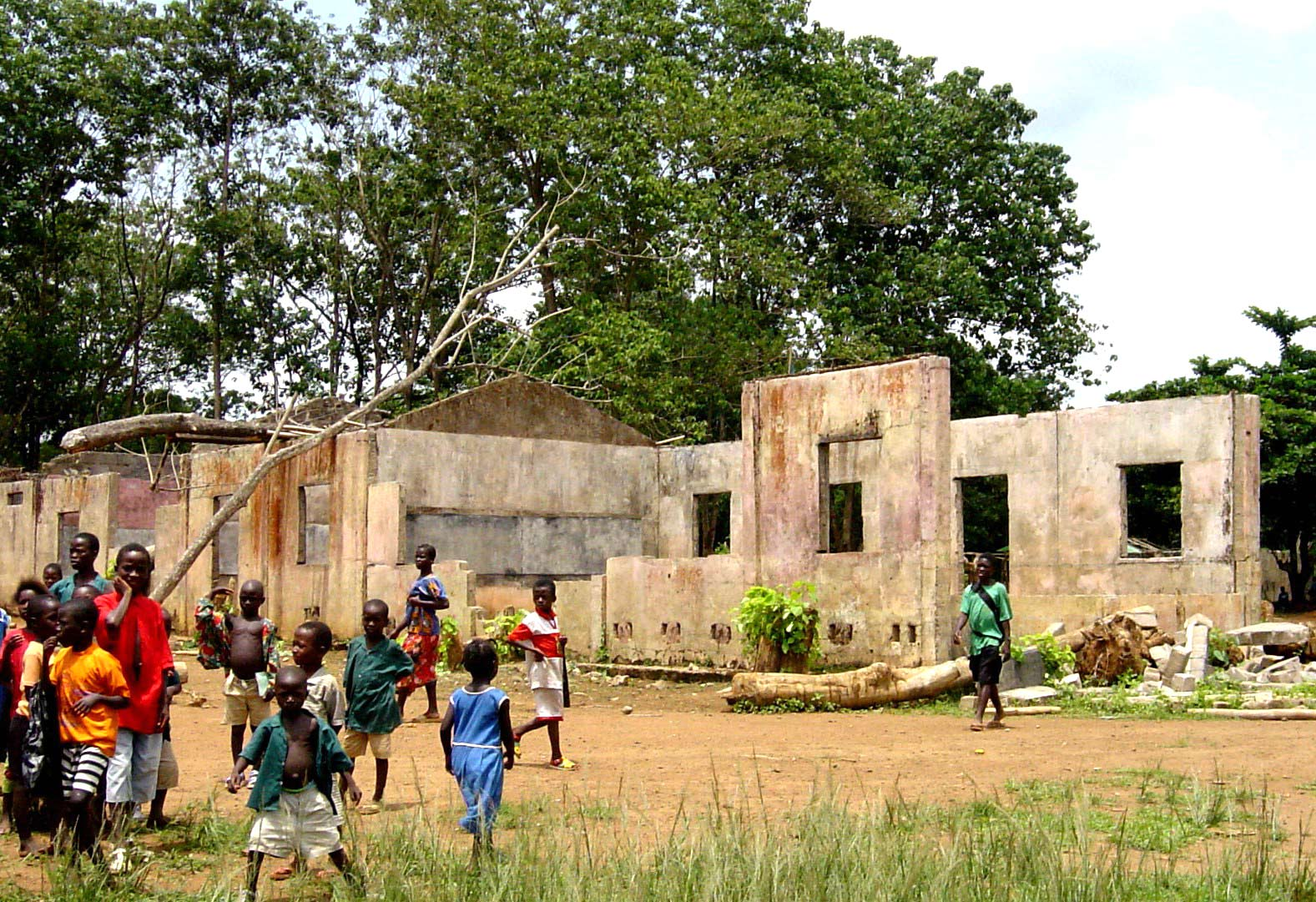
Разрушенная во время войны школа в Коинду

В результате военного переворота в 1992 году страну возглавил Национальный временный правящий совет (с июля 1992 года — Высший государственный совет). Главой его был назначен 27-летний капитан Валентин Мелвин Страссер, ставший самым молодым на тот момент главой государства в мире. 17 января 1996 года режим Страссера был, в свою очередь, свергнут другой группой молодых офицеров, во главе с бригадным генералом Джулиусом Маада Био.
Несмотря на продолжавшуюся гражданскую войну, в 1996 году в стране были проведены многопартийные парламентские выборы. В первом туре победу одержала Народная партия Сьерра-Леоне во главе с Ахмедом Тиджаном Каббой, получившая поддержку 36 % избирателей. На втором месте оказалась Объединённая национальная народная партия Джона Карефа-Смарта (23 % голосов). В первых с 1967 года свободных многопартийных выборах участвовали также 11 других политических организаций.
В 1997 году, на фоне всё ещё продолжающихся боёв с повстанцами в сельской местности, в Сьерра-Леоне был совершён военный переворот, в результате которого к власти пришла хунта во главе с майором Джонни Полом Коромой. Тем не менее за смещённого президента Каббу вступились военные силы миротворческого контингента стран региона во главе с нигерийскими. В 1999 и 2000 годах повстанцы из Объединённого революционного фронта пытались взять штурмом Фритаун, однако в обоих случаях миротворцам при поддержке лоялистов Каббы удалось отразить нападения на столицу.

### Современность
В 1998 году при активном посредничестве ООН и стран региона удалось заключить мирный договор между повстанцами и законным правительством. Президент Кабба был восстановлен в своих полномочиях, представители ОРФ вошли в правительство, а его лидер Фодей Санко стал вице-президентом страны. Однако многие повстанцы продолжали боевые действия, после чего Великобритания и Гвинея ввели войска в Сьерра-Леоне. Остатки ОРФ потерпели ряд поражений и вскоре прекратили боевые действия.
В 2002 году Кабба снова выиграл президентские выборы, однако в 2007 году на выборах победил представитель Всенародного Конгресса Эрнест Бай Корома, который был переизбран на второй срок в ноябре 2012 года. В 2018 году по результатам очередных президентских выборов президентом страны стал лидер оппозиционной Народной Партии Сьерра-Леоне Джулиус Маада Био.

## Географические данные

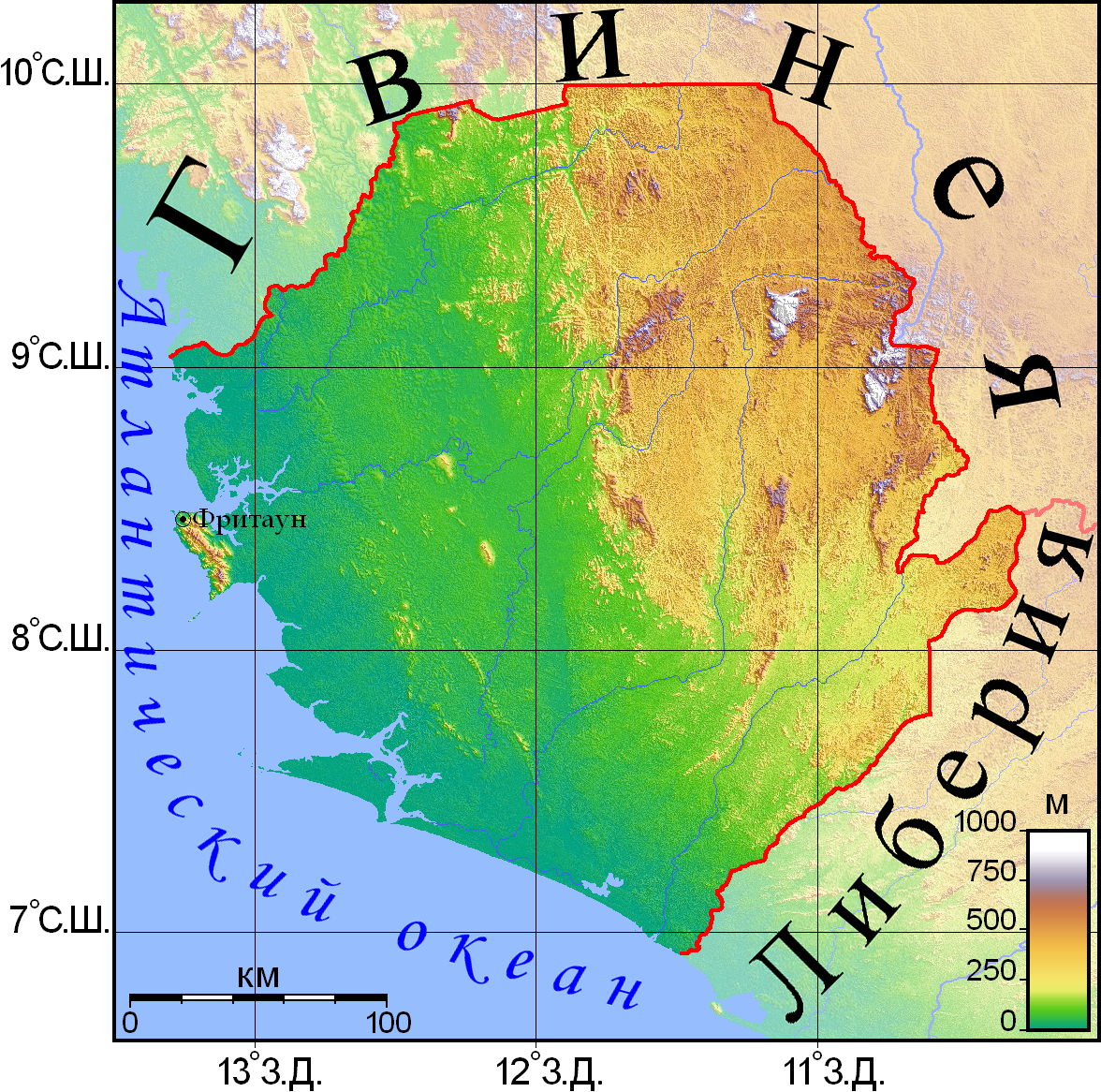
рельеф Сьерра-Леоне

Речная сеть Сьерра-Леоне весьма развита. Главные реки — Большой Скарсиес (Коленте), Малый Скарсиес (Каба), Рокел, Джонг, Маболе, Сева, Моа и Макона. На побережье много удобных бухт, в частности, порт Фритауна.
Полезные ископаемые — алмазы, бокситы, железо, золото и рутил (минерал, двуокись титана).
Климат субэкваториальный, жаркий и влажный, с сухим зимним сезоном (ноябрь—апрель) и влажным летним (май—октябрь). На побережье, во Фритауне, средняя температура самого тёплого месяца +29 °C, самого холодного — +24 °C, среднее годовое количество осадков 2740 мм, а внутри страны, в Бо, соответственно +31 °C, +21 °C и 2770 мм осадков.
Вдоль побережья тянется полоса мангров. Основной тип растительности — высокотравная саванна с зарослями кустарников и отдельно стоящими деревьями баобабов. Влажные экваториальные леса, сохранившиеся лишь на восточных склонах гор и возвышенностей и на юге, занимают менее 5 % площади страны.
В прибрежной зоне выращивают кокосовые, а в саваннах — масличные пальмы. В лесных массивах растут сейба, или хлопковое дерево, тик, розовое и чёрное дерево, кола.
Животный мир состоит из множества видов пернатых, из млекопитающих распространены слон, буйвол, леопард, антилопы, зебра, гиены, кабан, разнообразные обезьяны, бегемоты, из пресмыкающихся — крокодилы, змеи, ящерицы. Повсеместно встречаются скорпионы, масса видов насекомых — от малярийного комара до крупных красивых бабочек и болотных стрекоз. В устьях рек и прибрежных водах водятся барракуды и акулы.

## Политическая структура
Когда 27 апреля 1961 Сьерра-Леоне получила независимость, законодательная и исполнительная власть в стране находились в руках парламента и кабинета министров, а номинальным главой государства считался британский монарх, представленный генерал-губернатором. После внесения поправок в конституцию в 1971 году Сьерра-Леоне была провозглашена республикой, в которой исполнительная власть была возложена на президента.
В 2000 году Тони Блэр отправил в Сьерра-Леоне 1500 британских военнослужащих, которые взяли на себя защиту столицы страны Фритауна от повстанческой армии «Объединённого революционного фронта». 30 мая 2007 года Тони Блэр был торжественно провозглашён верховным вождём Сьерра-Леоне. Новое звание формально даёт Тони Блэру право заседать в парламенте Сьерра-Леоне. Таким образом, как сообщает The Daily Telegraph, власти страны отметили его роль в прекращении гражданской войны.
Согласно Economist Intelligence Unit, страна в 2018 году была классифицирована по индексу демократии как гибридный режим.

## Экономика
Сьерра-Леоне обладает существенными минеральными, сельскохозяйственными и рыболовными ресурсами, но остаётся одной из беднейших стран мира. ВВП на душу населения в 2017 году — 1500 долл. (177-е место в мире). Ниже уровня бедности — около 70 % населения.
Примерно половина работающих занимается натуральным сельским хозяйством. Культивируются — рис, кофе, какао, пальмы (орехи и масло), арахис; разводится скот; рыболовство.
Промышленность — добыча алмазов, производство пива, сигарет, обуви.

### Внешняя торговля
В 2017 году экспорт — 839 млн долл., импорт 1,3 млрд долл. Отрицательное сальдо внешней торговли — 457 млн долл.
Экспортные товары — железная руда 25 %, титановая руда 17 %, алмазы 12 %, какао-бобы 8,6 %, бокситы 8,2 %, лесоматериалы 5,2 %. Основные покупатели (в 2017 году) — Китай 36 %, Бельгия 16 %, Нидерланды 9,8 %, Румыния 6,1 %.
Импортные товары — рис (до 15 %) и другое продовольствие, машины и оборудование 19,2 %, химические товары, включая лекарства 7,3 %, а также изделия лёгкой промышленности, транспортные средства и металлопрокат. Основные поставщики (в 2017 году) — Китай 20 %, Индия 7,7 %, США 5,7 %, Бельгия 5,5 %.
Входит в международную организацию стран АКТ.

## Административное деление

Административная карта Сьерра-Леоне

Сьерра-Леоне делится на 3 провинции и Западную область (район Столицы), которые делятся на 14 округов (districts). Также параллельно существует традиционное деление страны на вождества.
| № | Русское название    | Английское название | Адм. центр | Число округов | Население, чел. (2004) | Территория, км² | Плотность, чел./км² |
| - | ------------------- | ------------------- | ---------- | ------------- | ---------------------- | --------------- | ------------------- |
| 1 | Западная область    | Western Area        | Фритаун    | 2             | 947 122                | 557             | 1700,40             |
| 2 | Восточная провинция | Eastern Province    | Кенема     | 3             | 1 187 532              | 15 553          | 76,35               |
| 3 | Северная провинция  | Northern Province   | Макени     | 5             | 1 718 240              | 35 936          | 47,81               |
| 4 | Южная провинция     | Southern Province   | Бо         | 4             | 1 377 067              | 19 694          | 69,92               |
|   | Всего               |                     |            | 14            | 5 229 961              | 71 740          | 72,90               |

## Население

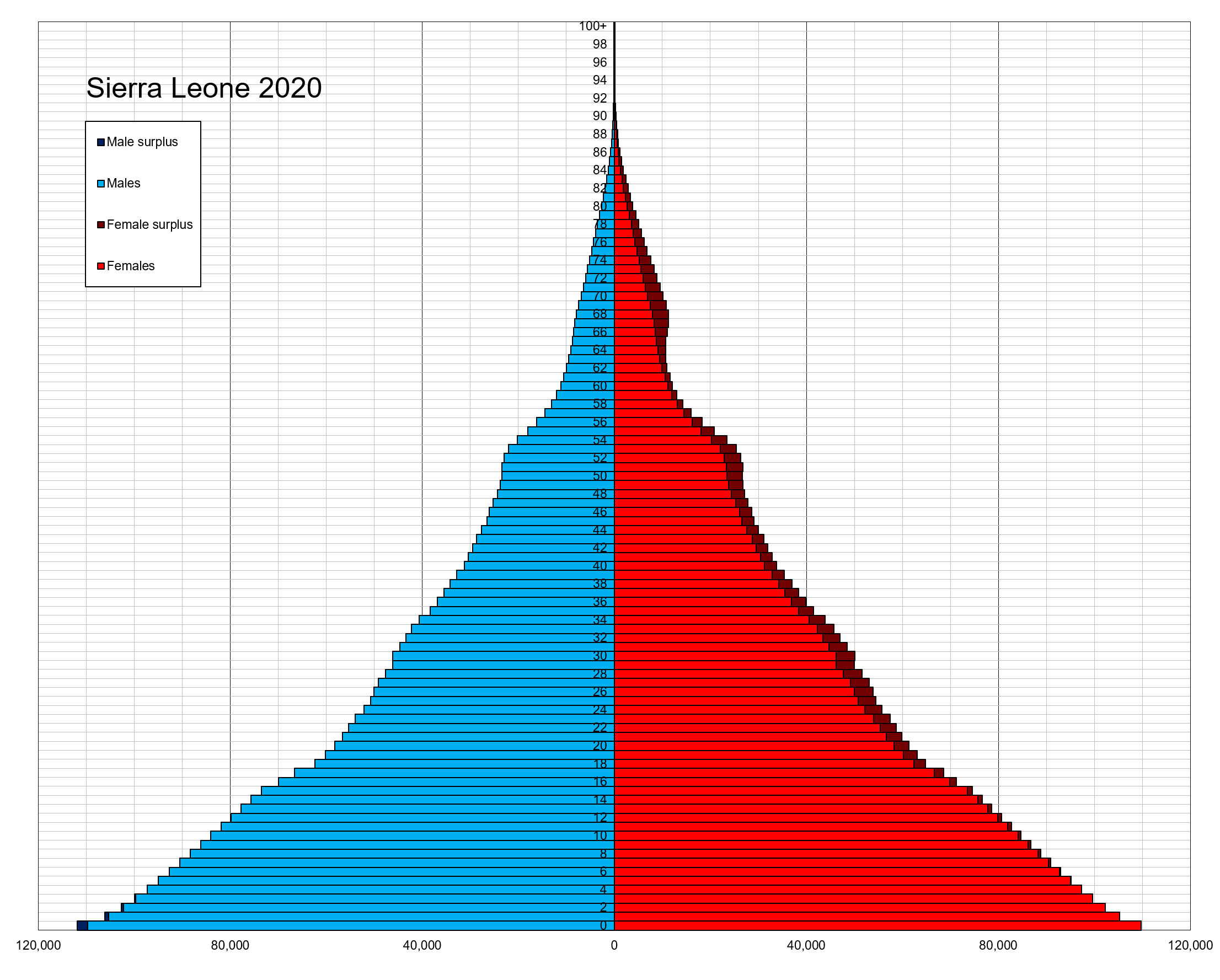
Возрастно-половая пирамида населения Сьерра-Леоне на 2020 год

Численность населения — 8 819 794 чел. (оценка на 2025).
Годовой прирост — 2,06 % (фертильность — 4,69 
Средняя продолжительность жизни — 53,7 года у мужчин, 58, 7 лет у женщин.
Заражённость вирусом иммунодефицита (ВИЧ) — 1,4 % (оценка на 2022 год).
Грамотность — 56,03 % мужчин, 41,31 % женщин (оценка на 2022 год).
Этнический состав — около 20 аборигенных племён составляют примерно 90 % населения (темне — 30 %, менде — 30 %, другие — 30 %), креолы (потомки освобождённых рабов-негров с островов Карибского моря) — около 10 %, небольшое количество белых, арабов, индийцев.
Языки — английский (официальный, большинство населения им не владеет), менде (распространён на юге), темне (распространён на севере), крио (креольский язык на основе английского, язык межнационального общения, его понимают до 95 % населения).

### Религия
Религии: мусульмане — 78,6 %, аборигенные культы — 1 %, христиане — 20,8 % (англикане, методисты, католики, адвентисты, прихожане Ассамблеи Бога и др.).

## Образование

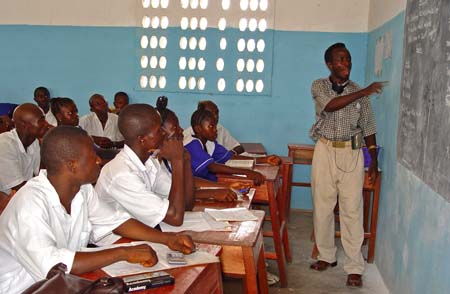
Класс в школе Сьерра-Леоне

Современная система народного образования в Сьерра-Леоне уходит своими корнями ко времени первых английских поселений в этом районе в конце XVIII — начале XIX веков. Для подготовки учителей и священников из числа африканцев в 1827 году было открыто первое высшее учебное заведение — колледж Фура-Бей. До окончания Первой мировой войны все учебные заведения располагались в прибрежных районах. Хотя к концу Второй мировой войны система народного образования охватила и внутренние районы, большинство учебных заведений по-прежнему сконцентрировано вдоль побережья. В 1991 году в Сьерра-Леоне было около 2 тыс. начальных школ (414,2 тыс. учащихся), 227 средних школ (116 тыс. учащихся).
В университете Сьерра-Леоне, созданном на основе колледжа Фура-Бей и университетского колледжа Нджала, обучались 2,3 тыс. студентов. Кроме того, в стране имеются 16 педагогических и технических колледжей. После 1988 года здания колледжа Нджала и некоторых других средних учебных заведений были разрушены. Многие школы не функционировали из-за студенческих волнений, забастовок преподавателей и общей политической нестабильности.

## Культура

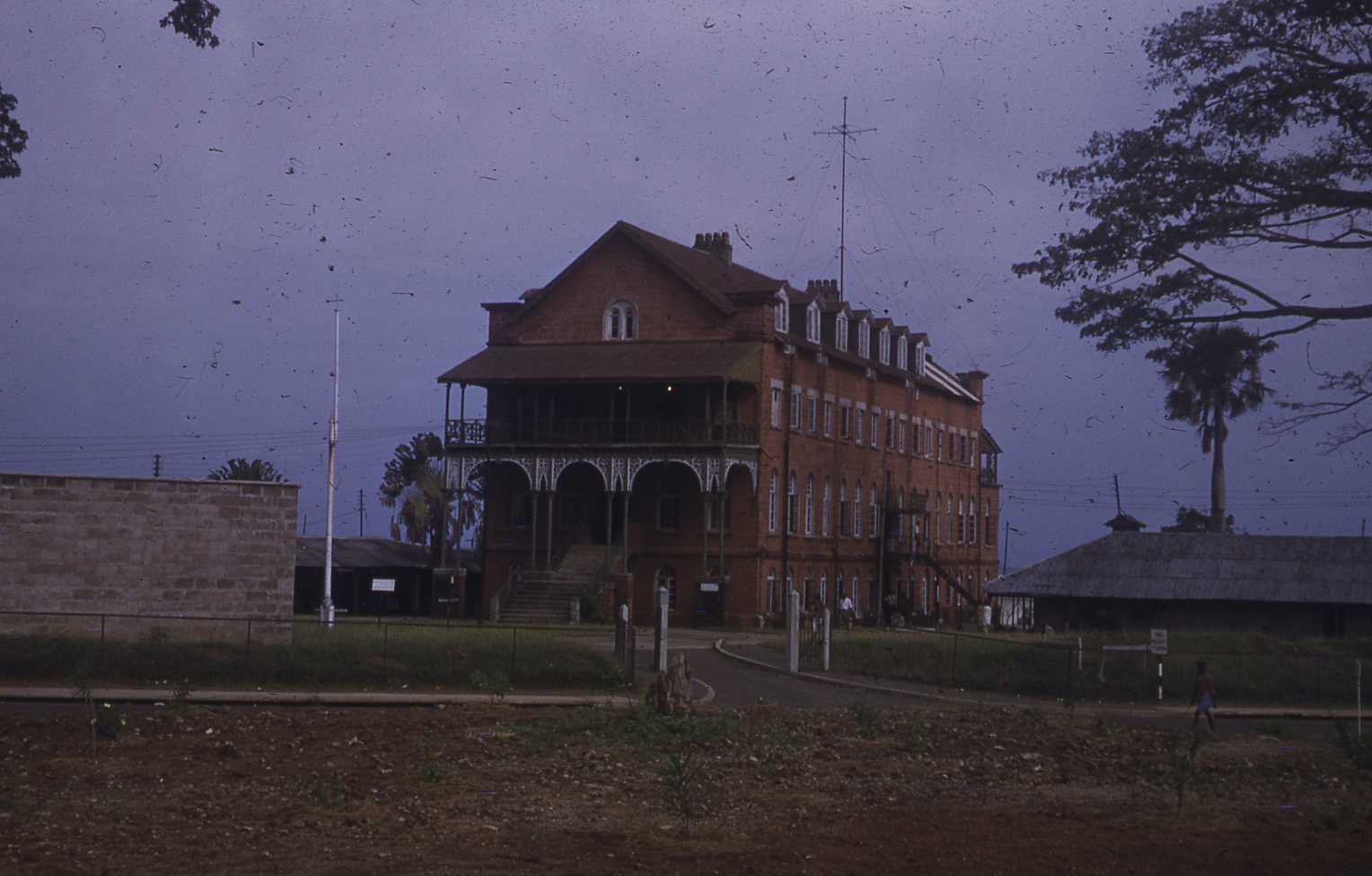
Старое здание колледжа Фура-Бей

5 сентября 1607 года на территории современной Сьерра-Леоне была сделана первая постановка шекспировского «Гамлета», о которой до нас дошло письменное свидетельство. Британская Ост-Индская компания проводила операции в Индии, а путь в Индию в те времена лежал вокруг Африки. Возле побережья Сьерра-Леоне в 1607 году несколько крупных судов компании вынужденно встали на якорь, а капитан одного из судов, «Красного Дракона», любил театр и считал, что постановки пьес для его команды лучше, чем безделье или азартные игры.
Уже в XIX веке Фритаун превратился в западноафриканский центр распространения европейской культуры. Креольская община дала стране известных учёных, включая историков Аарона Белизариуса Косимо Сибторпе и Джеймса Африкануса Хортона. Среди современных представителей интеллектуальной элиты заслуживают упоминания биохимик Дейвисон Никол и писатель Уильям Контон.

### Кино
В основном в кинотеатрах страны пользуются спросом трансляции футбольных матчей и картины Нолливуда. Однако возникают и вдохновлённые нигерийским кинематографом ленты местного производства.
В 2012 году прошёл Международный кинофестиваль Сьерра-Леоне.

## СМИ
Государственная телерадиокомпания SLBC (Sierra Leone Broadcasting Corporation — «Сьерра-леонская радиовещательная корпорация»), включает в себя одноимённый телеканал и радиостанцию.
Согласно Индексу свободы прессы, составленному Репортёрами без границ, на 2025 год Сьерра-Леоне занимала 56 место из 180 стран.
Одним из важнейших средств массовой информации в стране является радио, получившее широкое распространение не только в городах, но и среди сельских жителей, и завоевавшее особую популярность в годы гражданской войны.